# Сейни
Сейни (рум. Seini, венг. Szinérváralja) — город в Румынии в составе жудеца Марамуреш.

## История
Населённый пункт в этих местах существовал с XIV века. В 1605 году собственником городка стал Джорджо Баста, в 1657 году — Ежи Себастьян Любомирский. В 1717 году он был сожжён татарами, и восстановился лишь долгое время спустя.
В 1988 году населённый пункт получил статус города.

## Известные уроженцы
- Бела Бай (1907—1999) — венгерский фехтовальщик, призёр чемпионата мира